# Mascalzone Latino
Mascalzone Latino est un syndicat italien participant à la Coupe de l'America. Son propriétaire est Vincenzo Onorato.
Le design team dirige par Harry Dunning (en 2007) comprenait:
- Chris Mairs ( États-Unis)
- Daniel Harris ( États-Unis)
- Duncan Mc Lane ( États-Unis)
- Fabrizio Marabini ( Italie)
- Giovanni Cassinari ( Italie)
- Joe Laiosa ( États-Unis)
- Marco Savelli ( Italie)
- Mark McCafferty ( Royaume-Uni)
- Rodrigo Quesada ( Argentine)
- Will Brooks ( Royaume-Uni)
- Thomas Tison ( France)
- Stefano Schiaffino ( Italie)
- Nicola Sironi ( Italie)
- Taro Takahashi ( Japon)

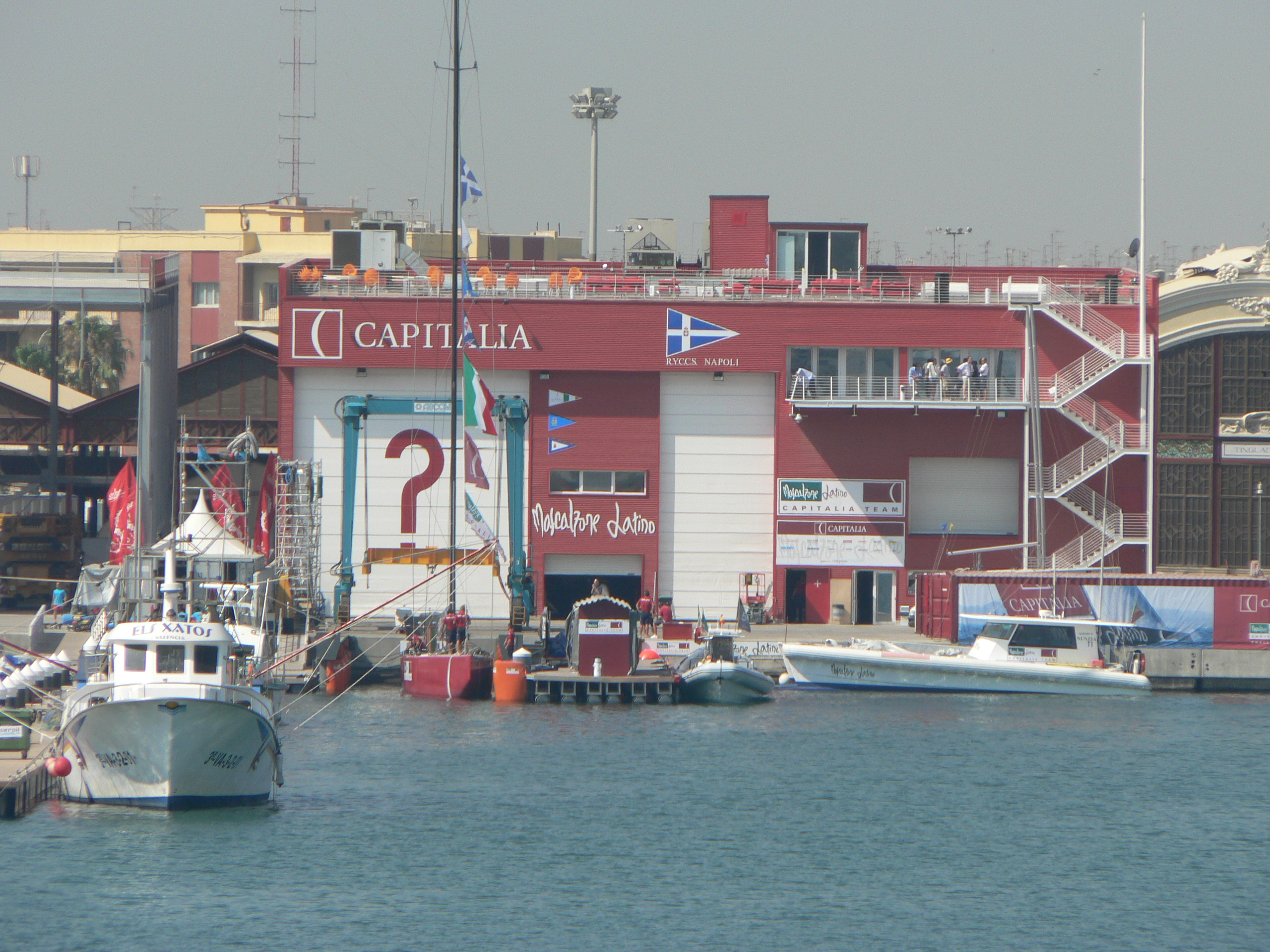
Mascalzone latino

Début février 2010, l’équipe signe un partenariat avec Audi et devient ainsi "Mascalzone Latino Audi Team" lors de ses participations en Melges 32, Farr 40 et lors de la coupe Louis-Vuitton.
Le 5 février 2010, Vincenzo Onorato quitte le Reale Yacht Club Canottieri Savoia et rejoint le Club Nautico di Roma.

## America Cup 34
Le 15 février 2010, Larry Ellison, propriétaire de BMW Oracle Racing, désormais "Defender Of Record", confirme que Mascalzone Latino est désormais le "Challenger Of Record" de la 34e Coupe de l'America.